# 유의 (청하강왕)
청하강왕 유의(淸河剛 王 劉義, ? ~ 기원전 95년)는 중국 전한의 황족·제후왕으로, 마지막 대왕이며 청하왕이다. 대공왕 유등의 아들이다.

## 생애
원광 2년(기원전 133년)에 아버지가 죽자 뒤를 이어 대나라 왕이 됐다.
재위 19년인 원정 3년(기원전 114년), 전한 조정에서 관문을 확충하면서 대왕 유의를 청하로 옮겨 봉했고, 대나라는 폐지되어 군이 되었다. 청하왕으로 19년간 왕위에 있다 태시 2년(기원전 95년)에 죽어 아들 유탕이 뒤를 이었다.

## 가계
- 대공왕 유등 (아버지)
  - 청하강왕 유의
    - 청하경왕 유탕 (아들)
    - 포령양후 유록
    - 남곡양후 유천
    - 수시원후 유인
    - 동창조후 유성
    - 신향후 유표
    - 수고후 유복
    - 동양절후 유홍